# Bugatti Veyron
Bugatti Veyron är en sportbil från Bugatti, tillverkad sedan 2005 av Volkswagen som äger Bugatti-märket. Hösten 2010 slogs rekordet för snabbaste serietillverkade bil med modellversionen Super Sport. Bilen är uppkallad efter Pierre Veyron, en legendarisk fransk Grand Prix- och Le Mans-förare åren 1933-1953. Det tidigare rekordet innehades av Koenigsegg CCR. Bugatti Veyron finns, i alla modeller sammanlagt, i 450 exemplar.
Bilen är försedd med en W16-motor med cylindervolym på 7 993 cm³, en effekt på 736 kW (1 001 hk) och ett vridmoment på 1 250 Nm vid  2 500–5 500 varv/min. Motorn har 4 avgasturbo och 64 ventiler. Den har 10 kylare. Den första och vanliga modellen accelererar 0–100 km/h på 2,5 sekunder, 0–200 km/h på 7,3 sekunder, 0–300 km/h på 16,7 sekunder och 0–400 km/h på 55,6 sekunder.
Standardmodellen har en toppfart av 407 km/h. Vid denna fart suger motorn i sig 45 000 liter luft per minut och bilen förbrukar en full tank, 100 liter bensin, på 12 minuter. Däcken bör bytas efter omkring 15 minuter i denna fart på grund av friktionen och slitaget den gett upphov till. En ny uppsättning däck kostar cirka 17 000 amerikanska dollar. Bilens bromsförmåga vid toppfart gör att den bromsat in till stillastående efter drygt 350 meter.
Vid toppen av varje visarnål på bilens instrumentpanel sitter det en liten diamant. Spakarna bredvid ratten är tillverkade i magnesium.

## Bugatti Veyron Grand Sport

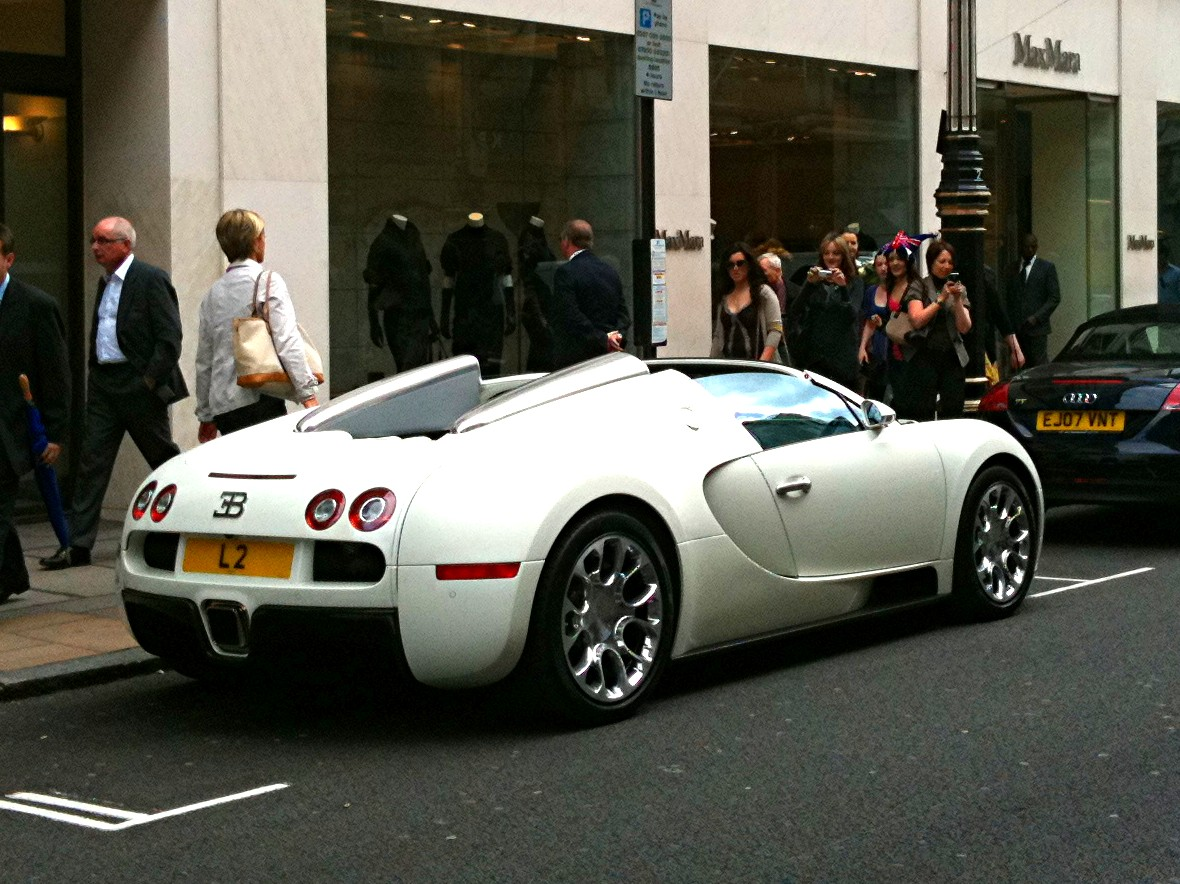
Bugatti Veyron 16.4 Grand Sport

Den här modellen är en cabriolet-modell med 2 avtagbara tak, en mjuk och en hardtop som är byggd av genomskinligt polykarbonat. Bilen avtäcktes 2008 hos Pebble Beach Concours d'Elegance den 15 augusti, men produktionen startade under våren 2009. Till skillnad från standardmodellen sitter vindrutan lite högre upp och varselljusen har förbättrats. Med hardtopen på är bilens topphastighet det samma som standardmodellen, utan någon tak alls når bilen bara 369 km/h och bara 130 km/h med den mjuka taket. Första bilen såldes på auktion och 900 000 amerikanska dollar gick till välgörenhet. Hästkrafterna mellan denna modell och standardmodellen är det samma.

## Bugatti Veyron Super Sport

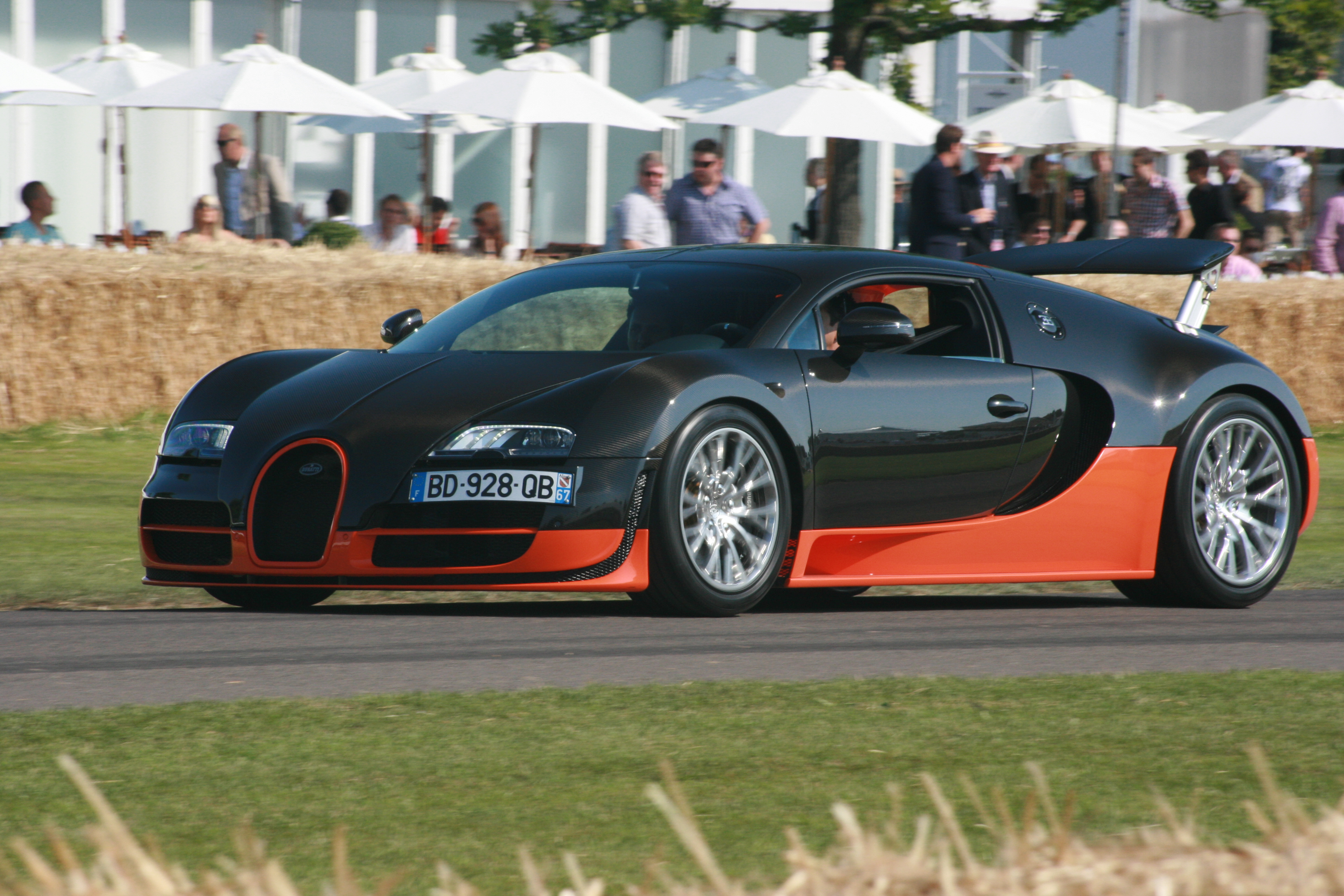
Bugatti Veyron 16.4 Super Sport

Den snabbaste modellen av Veyron som går under fabriksnamnet SS (Super Sport) klarar en högre hastighet och har en topphastighet på 432 km/h, men bilen har en hastighetsspärr till 415 km/h för att förhindra att fälgarna faller sönder och för säkerhetsskäl. Den åtta liter stora motorn är nu trimmad till 1 200 hästkrafter och accelererar från 0–100 km/h i 2,5 sekunder, 0–200 km/h i ungefär 6,7 sekunder, 0–300 km/h i ungefär 14,6 sekunder och 0–400 km/h i 50,6 sekunder. Bugatti jobbar på ersättaren till supersportbilen Veyron, som väntas få hybridmotor och ännu mer effekt än dagens 1 200 hästkrafter.

## Bugatti Veyron Grand Sport Vitesse

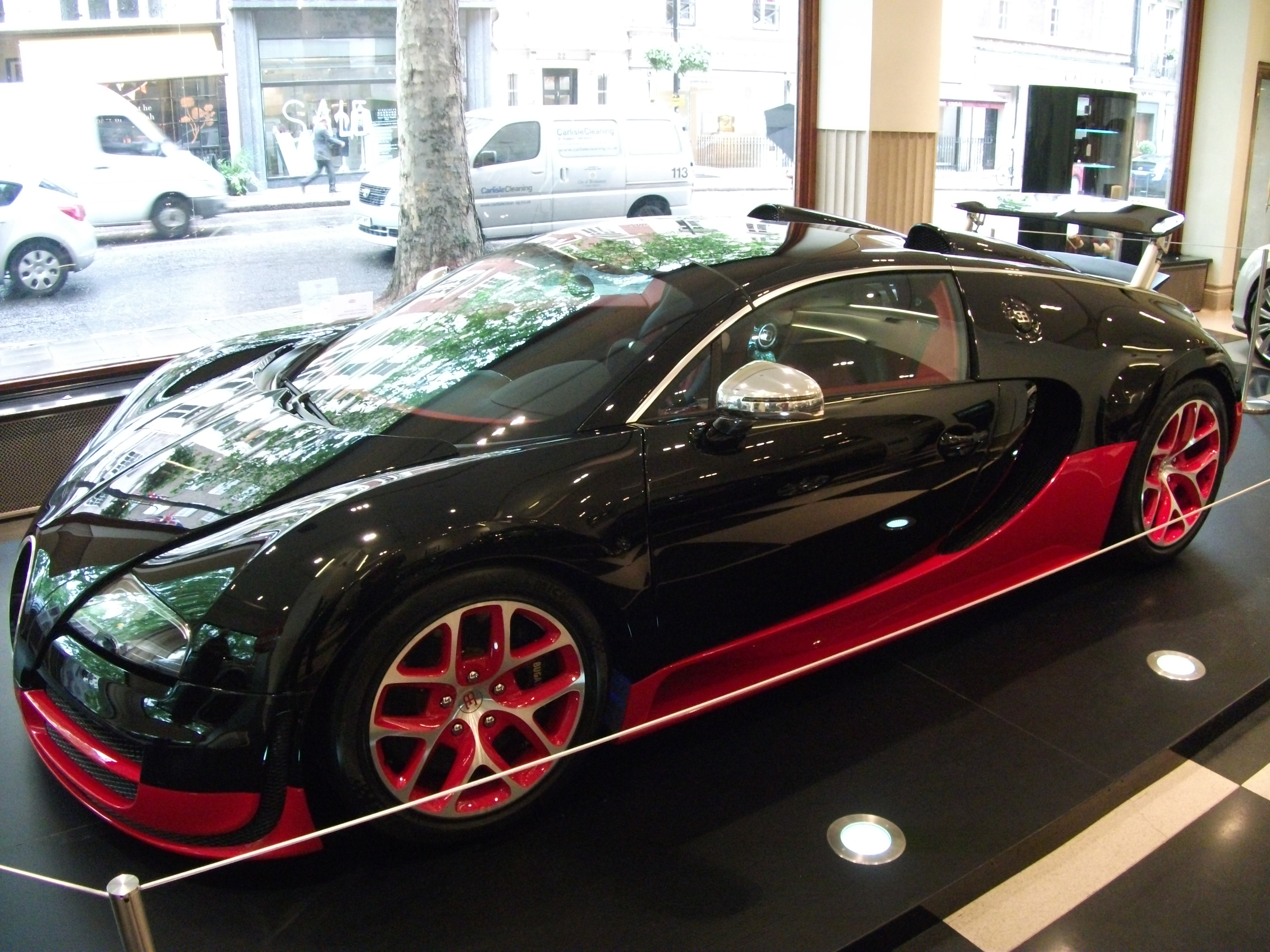
Bugatti Veyron Grand Sport Vitesse

Den snabbaste cabriolet-modellen av Veyron är Grand Sport Vitesse. Den har samma motor som Super Sport-modellen och hade världsrekordet som världens snabbaste cabrioletbil med hastigheten 408 km/h, ända tills Hennessey Venom GT Spyder tog över rekordet med 427 km/h.

### La Finale
2015 byggde Bugatti det 450:e och sista exemplaret av Bugatti Veyron innan Bugatti Chiron tog över, de kallade modellen för Bugatti Veyron Grand Sport Vitesse La Finale. Bilen har en topphastighet på 410 km/h, men har en hastighetsspärr till 375 som går att tas bort om man kör på bana. Bilen når 0–100 km/h på 2,6 sekunder, 0–200 km/h på 7,1 sekunder och 0–300 km/h på 16 sekunder.

## Kontrovers med Guinness World Records
Bugatti Veyron Super Sport är för närvarande den snabbaste produktionsbilen enligt Guinness World Records sedan 2010 . Men det har förekommit en kontrovers med Guinness World Records över detta, med sportbilarna Hennessey Venom GT och SSC Ultimate Aero TT inblandade. När Venom GT försökte slå rekordet april 2013 nådde bilen bara upp till 427,6 km/h, lite mindre än vad supersportmodellen Bugattin klarade, men John Hennessey påstod att Venom GT faktiskt var den snabbaste produktionsbilen, för att Bugattin som vann världsrekordet inte är densamma som de säljer till kunderna, för rekordvinnaren hade ingen hastighetsspärr till 415 km/h. Guinness World Record lyssnade på Hennessey och tog bort Bugatti Veyron från titelinnehavet för bara några dagar och undersökte fallet, under tiden fick sportbilen SSC Ultimate Aero TT tillbaka titeln som världens snabbaste produktionsbil, ända tills GWR fick reda på att hastighetsspärr inte ansågs påverka bilens specifikationer och Bugattin fick tillbaka titeln. Februari 2014  lyckades Venom GT att nå 435 km/h på Kennedy Space Center men fick fortfarande inte titeln, för de körde aldrig fram och tillbaka så att man kunde räkna genomsnittshastigheten, och de fick inte lov att göra det av NASA. Dessutom var de tvungna att bygga minst 30 exemplar för att kunna ta över titeln, de hade byggt 11 stycken för tillfället, och planerade att bygga bara 18 till.